# آن روز (فیلم)
آن روز (به تامیلی: Andha Naal) فیلمی محصول سال ۱۹۵۴ و به کارگردانی اس. بالاچاندر است. در این فیلم بازیگرانی همچون سیواجی گانسان، پانداری بای و جاوار سترامان ایفای نقش کرده‌اند.